# Католичка црква у Новом Сланкамену
Римокатоличка црква у Новом Сланкамену, посвећена Светом Михаилу, подигнута је 1862. године и представља споменик културе од великог значаја.

## Изглед
Римокатоличка црква је саграђена као једнобродна грађевина са апсидом на западној, звоником на источној и сакристијом на јужној страни будући да оријентација католичких цркава није усмерена у правцу исток-запад. Фасаде су једноставно рашчлањене соклом, пиластрима и профилисаним кровним венцем. Над улазним порталом источне фасаде налази се прозор надвишен троугаоним тимпанонским пољем, док се звоник завршава типичном кулицом пирамидалног облика.
У унутрашњости цркве скулпторално су украшени само олтари: централни и два бочна, углавном декоративним флоралним мотивима. На главном олтару је слика Св. Михаило убија сатану, рад Новосађанина Nitzkelety Imre-а из 1868. године. На левом и десном бочном олтару су две слике непознатог аутора из друге половине 19. века. Зидне слике, махом на сводовима олтара и наоса, насликао је загребачки мајстор Марко Антонини 1899. године.